# Duché de Zator
1445–1513
Entités précédentes :
- duché d'Oświęcim

Entités suivantes :
- Royaume de Pologne

Le duché de Zator (en polonais : Księstwo zatorskie ; en tchèque : Zátorské knížectví, en allemand : Herzogtum Zator) est un ancien duché héréditaire de la dynastie polonaises des Piast. Son chef-lieu est Zator, une ville de la Petite-Pologne.

## Histoire
Jusqu’au début du XIIe siècle, le royaume de Pologne s’affirmait comme un état de plus en plus puissant sous l’autorité centralisée de la dynastie des Piast. En 1138, suivant le testament du roi Bolesław III, qui voulait éviter à ses enfants les guerres fratricides qu'il avait connu lui-même, le pays est divisé entre ses quatre fils, chacun recevant un duché héréditaire. L'autorité suprême revient à l'aîné de la maison Piast qui porte le titre de Princeps Senior et siège à Cracovie. C'est fut le début d'une période de près de deux ans de redécoupages du Royaume.
Depuis 1290, les domaines autour de la ville de Zator font partie du duché de Cieszyn qui comprend à cette époque une partie de l'ancienne Petite-Pologne à l'est du fleuve Biała. En 1315, les domaines d'Oświęcim et Zator sont séparés du duché de Cieszyn pour former le Duché d'Oświęcim.

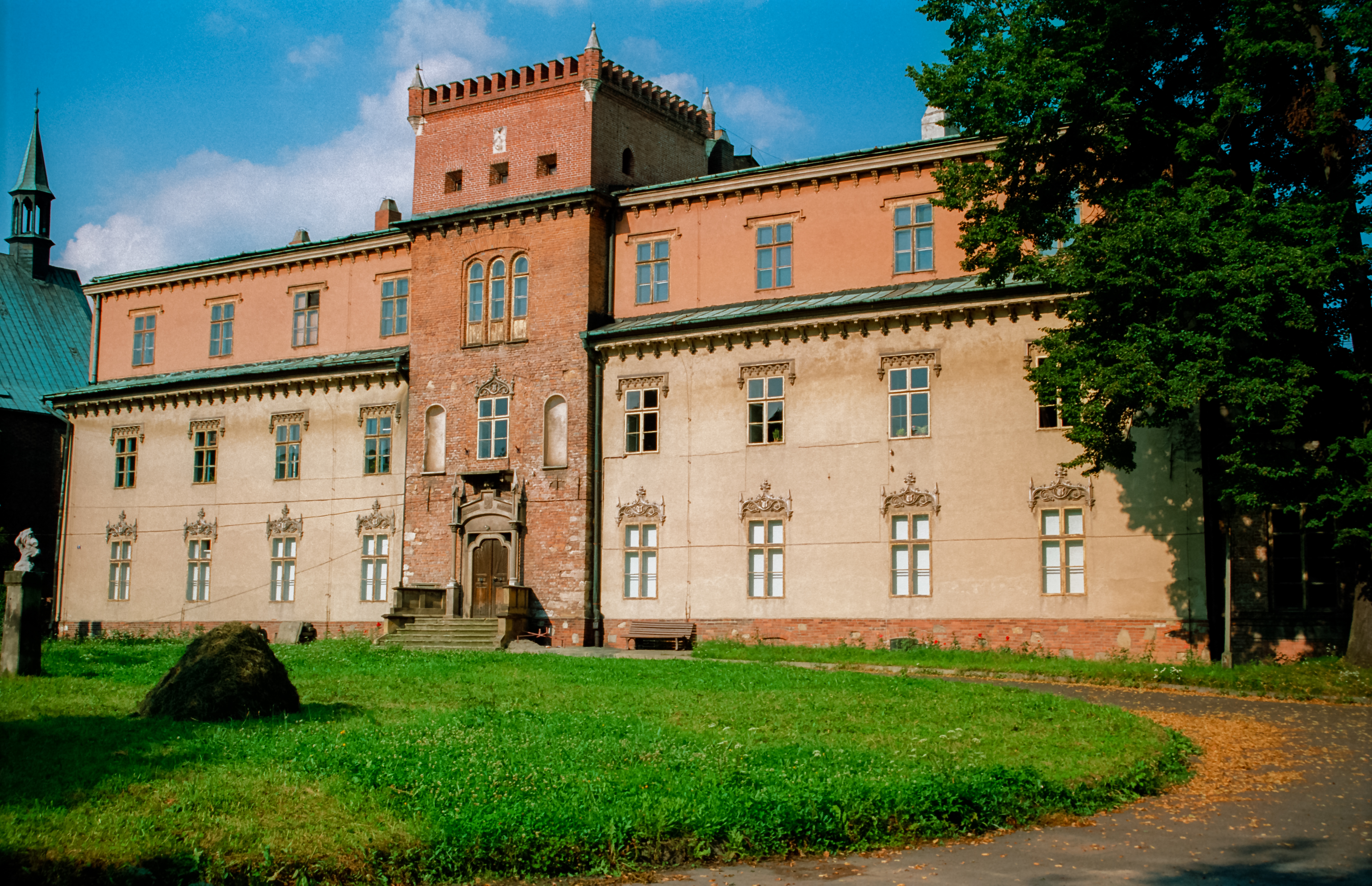
Le château de Zator.

À la mort du duc Kazimierz d'Oświęcim en 1434, ses trois fils lui succèdent et procèdent au partage du duché d'Oświęcim lorsque les frères cadets atteignent l'âge de la majorité en 1445. L'ainé Venceslas reçoit le domaine de Zator. Ainsi nait le duché de Zator.
Dans la lutte pour la succession royale en Bohême entre le roi polonais Kazimierz Jagellon et Ladislas de Habsbourg, Venceslas en 1447 soutient le roi polonais. Après sa mort en 1465, le duché de Zator est hérité par ses quatre fils. Après que ses trois frères soient morts sans laisser d'héritiers mâles, à partir de 1494, Jean V règne seul sur Zator.
Le 29 juillet 1494, Jean cède ses domaines à son suzerain, le roi polonais Jean Ier Albert Jagellon, en se réservant l'usufruit et le titre de duc à vie. Après sa mort en 1513, Zator est définitivement incorporé à la couronne du royaume de Pologne.
En 1564, par la décision de la Diète de Pologne (sejm), les domaines d'Oświęcim, racheté par la Pologne en 1457, et de Zator sont à nouveau réunifiés. Ils font partie de la province de Petite-Pologne au sein de la république des Deux Nations.
Lors du premier partage de la Pologne en 1772, les anciens duchés d'Oświęcim et de Zator sont rattachés à l'Autriche, avec les autres anciens territoires polonais érigés en royaume de Galicie et de Lodomérie. L'archiduchesse Marie-Thérèse d'Autriche prend alors le titre de « duchesse d'Oświęcim et de Zator ».
À l'issue de la première guerre mondiale, de la défaite de l'Allemagne et de l'implosion de l'Empire austro-hongrois, ces terres reviennent à nouveau à la république de Pologne restaurée.

## Ducs Piast
- 1445-1468 : Venceslas Ier (Wacław I Zatorski)
- 1468-1482 : Casimir II (Kazimierz II Zatorski), Venceslas II (Wacław II Zatorski), Jean V (Jan Zatorski et Ladislas (Władysław Zatorski)
- 1482-1484/7 : Casimir II, Venceslas II et Jean V
- 1484/1487-1490 : Casimir II et Jean V
- 1490-1513 : Jean V